# 105–169 Bell Street

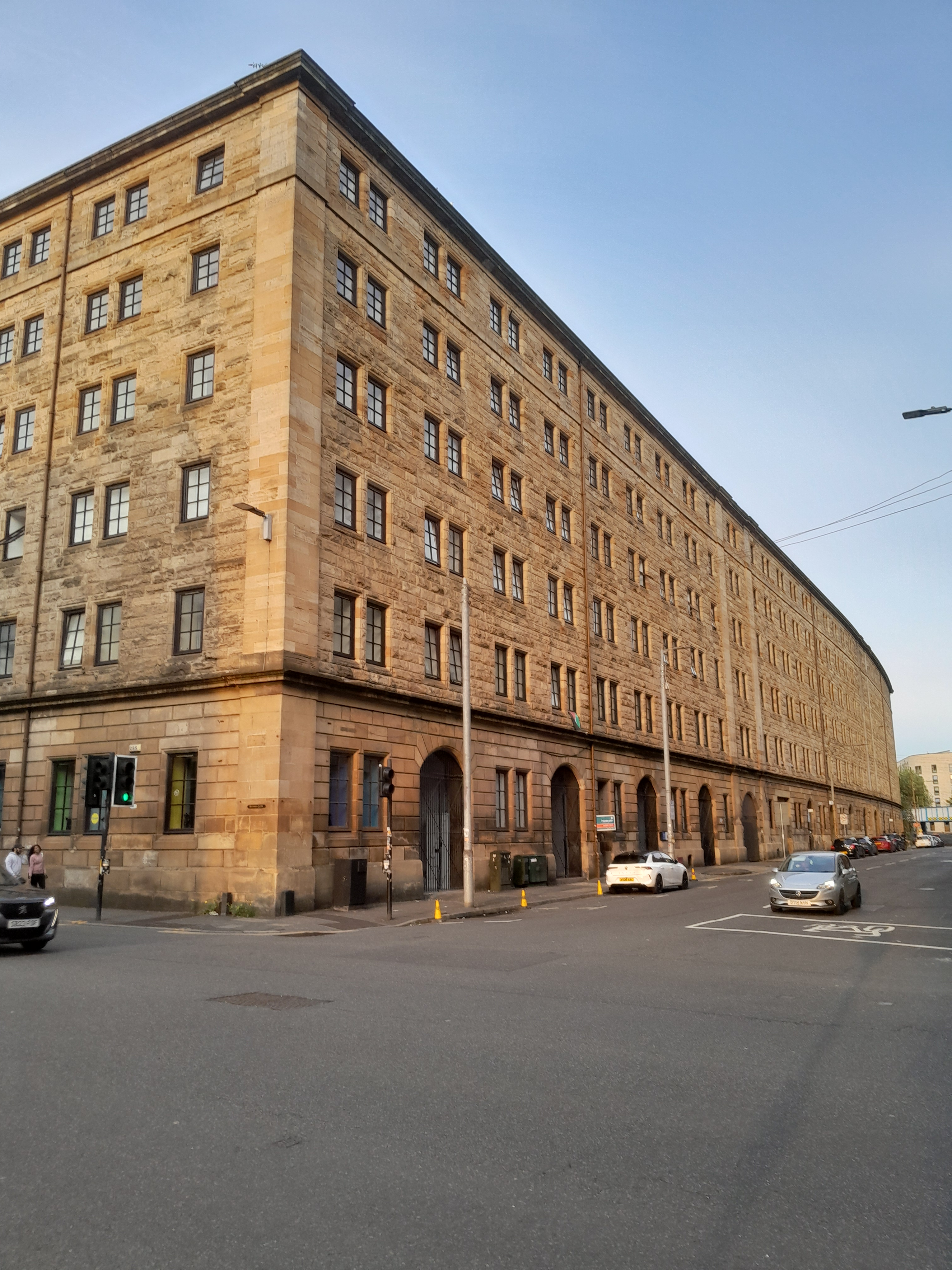
105–169 Bell Street

Unter der Adresse 105–169 Bell Street in der schottischen Stadt Glasgow befindet sich ein ehemaliges Geschäftsgebäude und heutiges Wohngebäude. 1977 wurde das Bauwerk als Einzeldenkmal in die schottischen Denkmallisten in der höchsten Denkmalkategorie A aufgenommen.

## Geschichte
Die Gebäude wurden im Jahre 1882 erbaut. Auftraggeber war die Eisenbahngesellschaft Glasgow and South Western Railway, welche dort ein Lager unterhielt. Die Gesamtkosten beliefen sich auf rund 100.000 £. Es handelt sich um eines der frühesten Bauwerke in Glasgow, die mit Massenbeton erbaut wurden. Später wurden die Gebäude als Zolllager genutzt. Zwischen 1984 und 1988 wurden die Gebäude zu Wohngebäuden umgebaut. Die Arbeiten plante das Architekturbüro James Cunning Cunningham & Associates.

## Beschreibung
Die Gebäudezeile liegt am Bell Street zwischen der High Street und dem Parsonage Place östlich des Glasgower Zentrums. Die sechsstöckigen Gebäude beschreiben einen sehr flachen Bogen. Ebenerdig ist das Blendmauerwerk rustiziert, darüber mit Ausnahme von Einfassungen und Ecksteinen bossiert. Weite Segmentbogentore führen ins Innere. Die kleinen, länglichen Fenster sind teils gepaart. Im Inneren stützen gusseiserne Säulen die gusseiserne Trägerkonstruktion. Durchgänge sind mit betonierten Bögen gestaltet.